# Carolina Bhering de Araújo
Carolina Bhering de Araujo (Niterói, 5 de setembro de 1976) é uma matemática brasileira do Instituto de Matemática Pura e Aplicada (IMPA), onde atua como pesquisadora e professora do programa de pós-graduação desde 2006.

## Biografia
Tem graduação em matemática pela PUC Rio de Janeiro e doutorado em Matemática pela Universidade de Princeton, orientada por János Kollár, com a tese "The Variety of Tangents to Rational Curves". Suas pesquisas se concentram nas áreas de geometria birracional, curvas racionais e variedades de Fano e foliações. Foi bolsista do CNPq entre 1999 e 2003, e em 2004 recebeu bolsa de pesquisa do Clay Mathematics Institute destinada a recém doutores em matemática por universidades dos Estados Unidos, escolhidos pela qualidade e potencial de seus trabalhos de pesquisa realizada no doutorado.
Foi premiada em 2008 com o prêmio do Programa L’Oréal-Unesco-ABC 2008 para Mulheres na Ciência pelo seu projeto "O Espaço Projetivo e as Variedades de Fano". Sua proposta envolveu o desenvolvimento e aprimoramento de técnicas álgebro-geométricas específicas para o estudo de uma importante classe de variedades, relacionada a problemas específicos e de relevância para a geometria complexa de dimensão alta. Recebeu também os prêmios Liftoff Fellow, Clay Mathematics Institute (2004); Travel Grant for Young Mathematicians from Developing Countries - ICM 2006 e ICM 2010, International Mathematical Union (2006 e 2010); e Jovem Cientista do Nosso Estado, Faperj (2009).
Tendo mãe e pai engenheiros, Carolina diz que foi natural escolher a área de ciências exatas, e que nunca ouviu em casa comentários sobre matemática ser uma carreira difícil por ser mulher. Em 2017, era a única mulher da equipe permanente do IMPA, e disse que esforços devem ser feitos para contratar mais mulheres. Disse também que estão sendo realizadas mesas redondas relacionadas à questão de gênero em várias cidades, para entender a visão geral do problema no Brasil, como preconceito, ambientes hostis e assédio. Foi convidada para uma mesa-redonda sobre esse tema na UNIRIO em 2016. Participou da organização do Encontro Mundial de Mulheres na Matemática de 2018, em que foram discutidas questões científicas e ligadas à igualdade de gênero na ciência, e foi palestrante convidada do Congresso Internacional de Matemáticos no Rio de Janeiro (2018).